# STS (cadena de televisión)
Set Televizionnyj Stantsi (STS) (en ruso: Сеть Телевизионных Станций) es una cadena de televisión privada rusa de entretenimiento con sede en Moscú de difusión nacional e internacional. Pertenece al grupo STS Media, compañía también con sede en la capital rusa y registrada en Delaware, Estados Unidos.

## Historia
La cadena empezó sus emisiones a partir del 1 de diciembre de 1996. La mayor parte de su programación es temática, centrándose en producciones rusas e internacionales y dirigido al público de entre 10 a 45 años.
La señal llega a un 96% de los núcleos urbanos y en 2017 obtuvo una cuota de pantalla del 9,2% de media en los demográficos.
El 21 de diciembre de 2009 - el comienzo de la emisión de la versión internacional del canal de televisión — "STS International".